# كانديد (رواية)
كانديد أو التفاؤل (بالفرنسية: Candide ou l’Optimisme) هي رواية فلسفية خيالية من أشهر روايات الأديب الفرنسي فولتير. كتبها عام 1759. ترجمها إلى العربية عادل زعيتر عام 1955.

## أحداث الرواية
تدور أحداث القصة حول شاب بريئ عاش وترعرع في منزل خاله الذي أسند تعليمه إلى معلم اسمه الأستاذ بانغلوس. رسخ فيه فكر التفاؤل على طريقة لايبنتس وحسن النية داخله مما عزله عن العالم الخارجي وجعله يتوسم الخير في الجميع ويثق بهم وينظر للحياة بنظرة مشرقة للغاية.

## الخلفية التاريخية والأدبية
شكل عدد من الأحداث التاريخية الرهيبة وحيا لتأليف فولتير هذه الرواية، وأهم هذه الأحداث نشر ليبنيز لكتابه الذي عنوانه مونادولوجيا. هي رسالة منطقية طويلة تنتهي بقوله: «ولهذا فتلك هي أفضل العوالم الممكنة». من أبرز الأحداث أيضا حرب السنوات السبع، وزلزال لشبونة عام 1755: وكلاهما كانت كوارث تذكر مرارا وتكرارا في الكتاب، واستشهد بها الباحثون باعتبارها أسبابا أدت إلى كتابته. كان زلزال لشبونة 1755، وتسونامي، وما نتج عنه من الحرائق في عيد جميع القديسين، أحداثا لها تأثير قوي على اللاهوتيين في ذلك الوقت، وعلى فولتير، الذي شعر هو نفسه بخيبة أمل بسببها. وكان تأثير الزلزال كبيرا خاصة على مذهب التفاؤل المعاصر، وهو منظومة فلسفية تعني ضمنا أن مثل هذه الأحداث لا ينبغي أن تحدث. تأسس مذهب التفاؤل على نظرية (theodicy) غوتفريد فيلهيلم لايبنتز التي تقول أن كل شيء سيسير إلى الأفضل لأن الله إله محب للخير. وغالبا ما يتم وضع هذا المفهوم في تعبير، «كل شيء سيسير إلى الأفضل في أفضل العوالم الممكنة» (بالإنجليزية: all is for the best in the best of all possible worlds)، و(بالفرنسية: Tout est pour le mieux dans le meilleur des mondes).
وقد لاقى الفلاسفة متاعب بالغة في محاولة وضع ويلات هذا الزلزال داخل تلك النظرة المتفائلة إلى العالم.

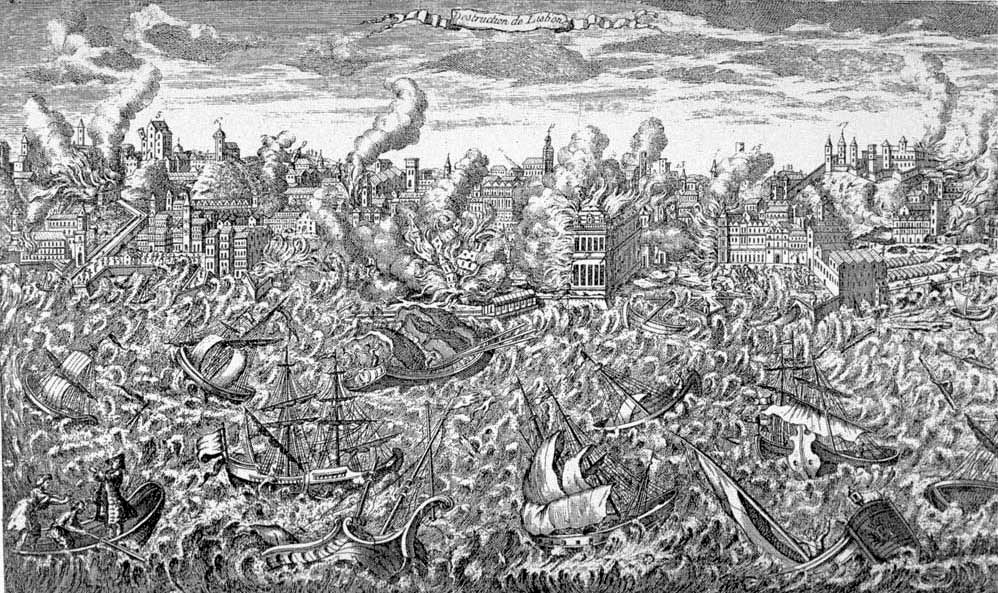
نقش على النحاس يعود تاريخه إلى عام 1755. تظهر فيه أنقاض لشبونة تحت ألسنة اللهب وتسونامي مغطية السفن في الميناء.

رفض فولتير بنشاط تفاؤل لايبنتز بعد وقوع الكارثة الطبيعية، وعلى اقتناع بأنه لو كان هذا العالم على أفضل وجه ممكن، ينبغي أن يكون بالتأكيد أفضل مما هو عليه.
وفي كل من كانديد والقصيدة التي كتبها في هذه الظروف والتي عنوانها قصيدة على كارثة لشبونة، هاجم فولتير هذا الاعتقاد المتفائل. وقال انه يجعل استخدام زلزال لشبونة في كل من كانديد وPoème له أن يجادل هذه النقطة، واصفا بسخرية الكارثة باعتبارها واحدة من أفظع الكوارث «في أفضل العوالم الممكنة». وفور وقوع الزلزال، وانتشرت شائعات لا يمكن الاعتماد عليها في جميع أنحاء أوروبا، وأحيانا تبالغ في تقدير خطورة هذا الحدث. وقد حللت الجيش الجمهوري الأيرلندي وايد، وأشار خبير في كانديد فولتير والتي قالت مصادر فولتير قد يكون المشار إليه في التعلم لهذا الحدث. واد يخمن بأن المصدر الأساسي لفولتير معلومات عن زلزال لشبونة كان Relation historique du Tremblement de Terre survenu à Lisbonne by Ange Goudar. 1755

## التأليف

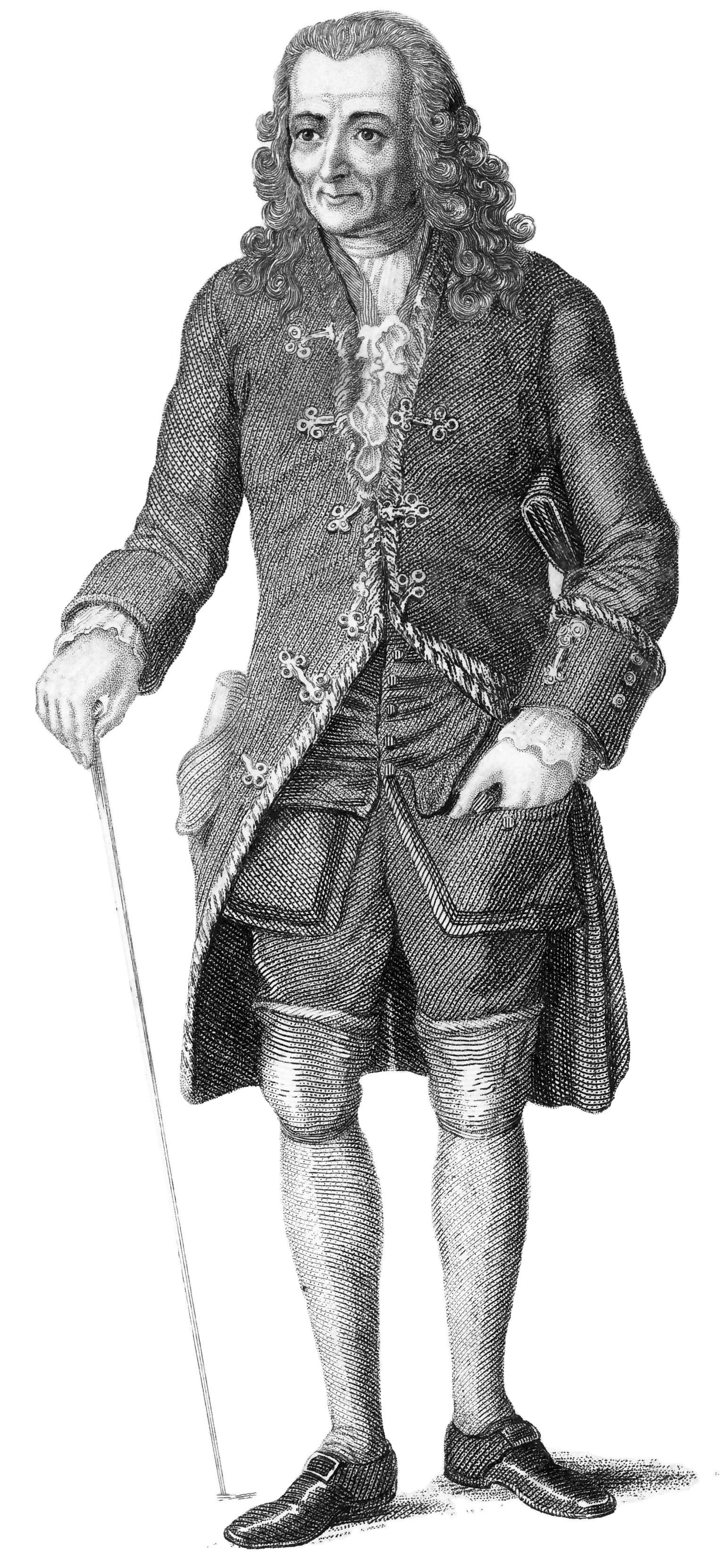
نقش لفولتير كما جاء في غطاء طبعة فرنسية لكتاب قاموس فلسفي. يعود تاريخها إلى عام 1843

.

### المحتوى
تتكون رواية كانديد من ثلاثين جزءا، يمكن أن يُنظر إليهن من خلال وجهتين. الأولى تتعلق ببطل الرواية هياتوس والثانية تتعلق بالمكان الجغرافي الذي يقسم الرواية إلى ثلاثة أجزاء.

#### الفصول من الأول إلى العاشر

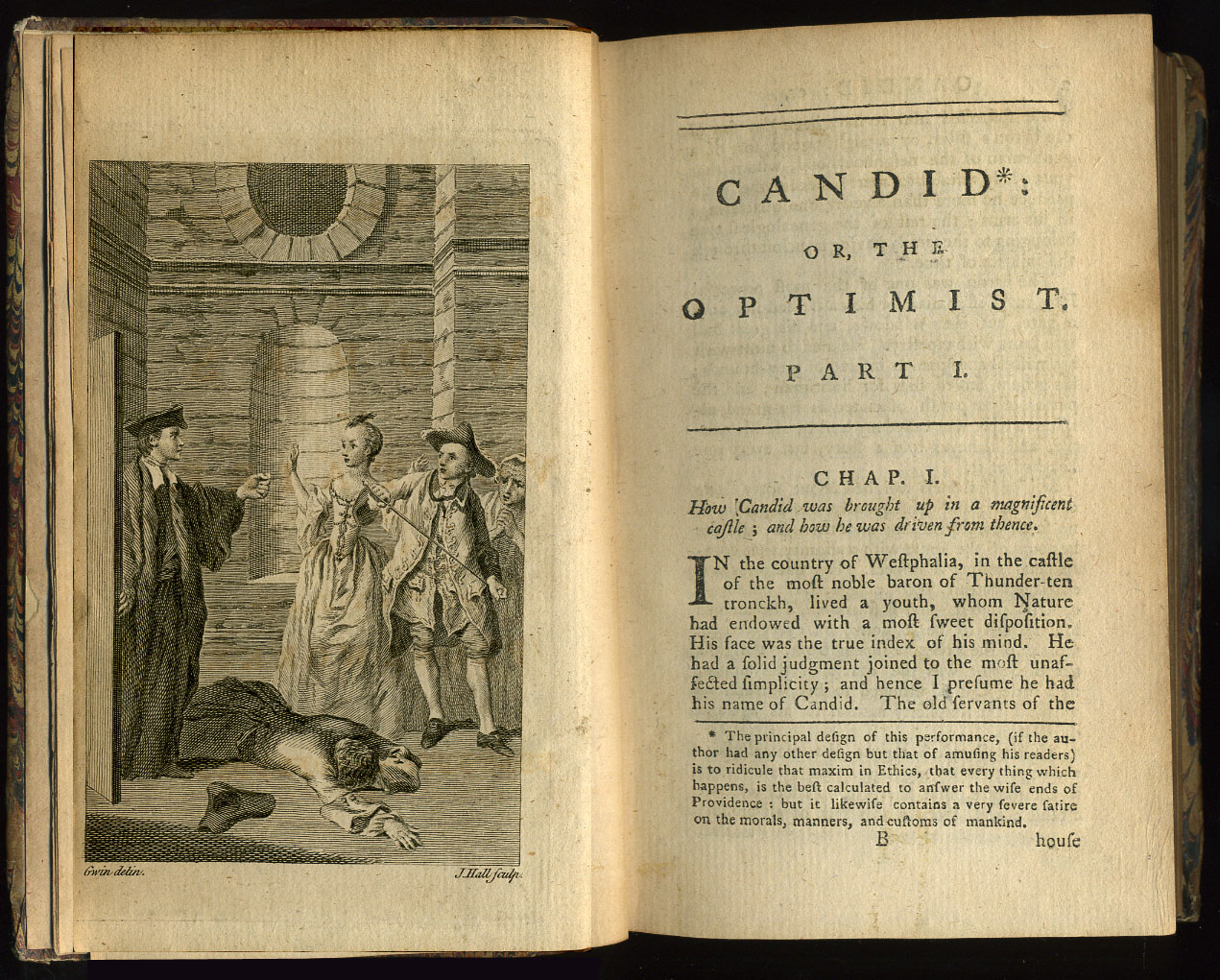
غطاء الكتاب والصفحة الأولى من الجزء الأول من ترجمة إنجليزية قديمة by T. Smollett (et al.) كانديد لفولتير، لندن، طبعت من أجل جون نيوبري عام 1762.

تبتدأ رواية كانديد في قصر البارون ثوندر تين ترونخ في وستفاليا، بيتا لابنة هذا البارون السيدة كونيغوند. كانديد هو ابن أخيه أو ابن اخته.
انظر إلى أفضل العوالم الممكنة.

#### الفصول من الحادي عشر إلى العشرين
أجابت المرأة العجوز بحديثها عن حياتها المأساوية التي عاشتها: ولدت ابنةً للبابا أوربان العاشر وأميرة بالسترينا. اغتصبها واستعبدها القراصنة الأفارقة، كما شهدت الحروب الأهلية العنيفة التي عرفها المغرب تحت حكم الملك مولاي إسماعيل، (والتي خلالها، قطعت أمها إلى أطراف). عانت المزيد من العبودية والجوع. وكادت أن تموت من الطاعون في الجزائر العاصمة، كما قُطع جزء من دبرها من أجل إطعام الجنود الإنكشارية خلال هجومي أزوف العسكريين.

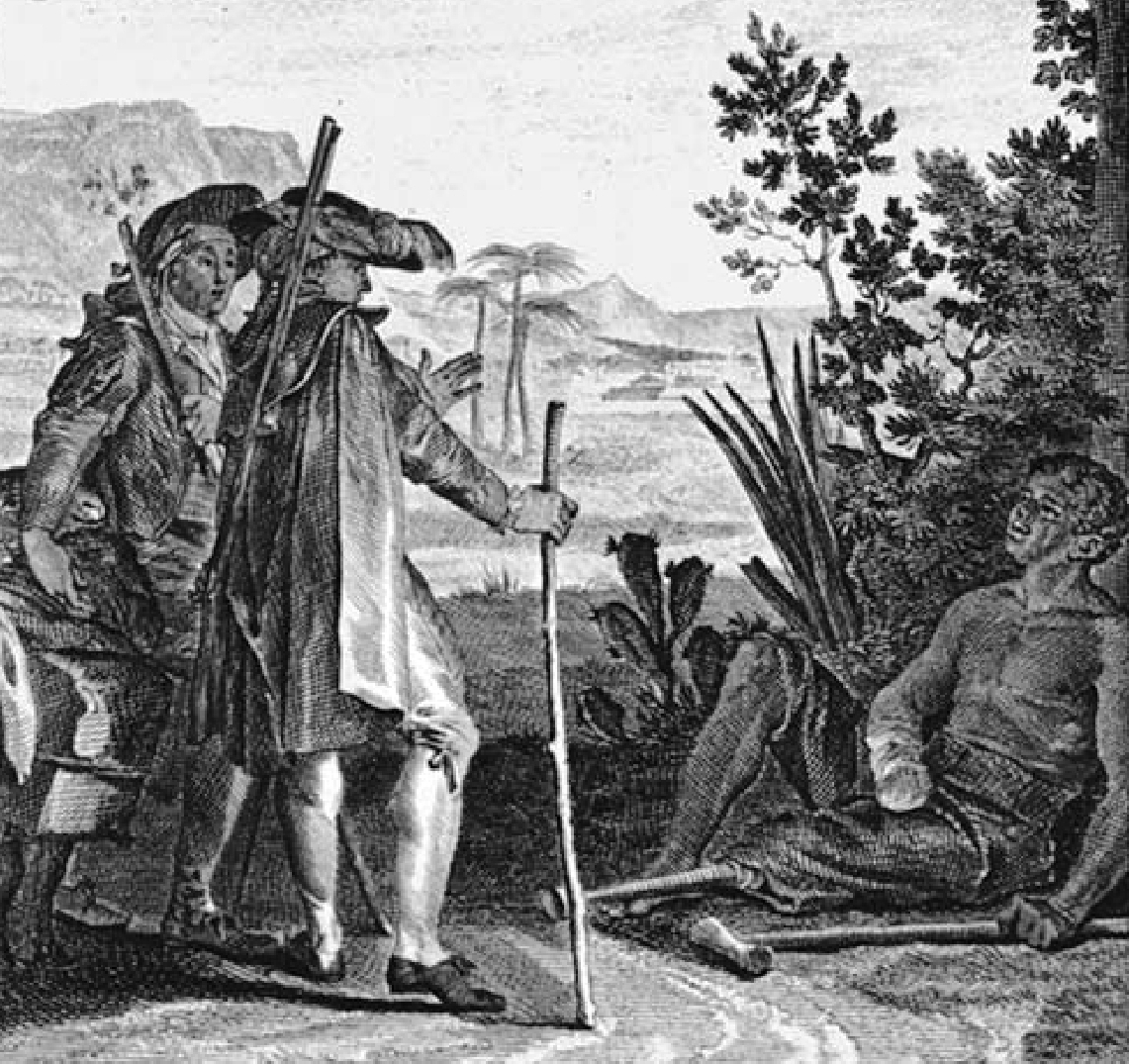
رسم يعود تاريخه إلى عام 1787 يبين كانديد وكاكامبو لاقيين عبدا معطوبا مبتور اليد في مزرعة للسكر قرب سورينام

### الفصول من الواحد والعشرين إلى الثلاثين
تمثل الشخصية الخيالية مارتين الكاتب الحقيقي والمتشائم بيير بايل. كان هذا الكاتب معارضا أساسيا للايبنتز.
انظر إلى أحمد الثالث وإلى إيفان السادس وإلى حرب السنوات السبع وإلى أغسطس الثالث ملك بولندا.

### الفلسفة

#### التفاؤل
يستهزؤ كانديد من مختلف النظريات الفلسفية والدينية، والتي كان فولتير كان قد انتقدها فيما قبل. من بين هذه النظريات أساسا تفاؤل لايبنتز.

## روابط خارجية
- كانديد على موقع الموسوعة البريطانية (الإنجليزية)